# س. جاي غريفيث
س. جاي غريفيث (بالإنجليزية: C. J. Griffith)‏ هو لاعب كرة قدم أمريكية أمريكي، ولد في 9 أبريل 1877 في ستورم ليك في الولايات المتحدة، وتوفي في 3 نوفمبر 1937 في أوكلي في الولايات المتحدة.